# Propulsion chimique
La propulsion chimique est le mode de propulsion utilisé principalement dans les moteurs-fusées. Elle ne fait aucun prélèvement de matière au milieu, mais consiste à éjecter une fraction de la masse propre du système. Cette masse correspond aux ergols emportés ou au propergol éjecté. Les grandeurs typiques pour les moteurs-fusées sont une impulsion spécifique variant de 200 s à 440 s, pour des poussées s'étageant de 103N à 107N selon la taille du propulseur.
Les principales distinctions entre les modes de propulsion chimique résident dans l'état des ergols embarqués. Les plus utilisés sont liquides ou solides.
- Les avantages des propulseurs solides sont leur simplicité de stockage et leur rapidité de mise en action. On les retrouve ainsi sur les missiles pour lesquels la décision de les utiliser et l'utilisation ne sont séparées que de quelques secondes, après un stockage parfois prolongé. Leur inconvénient majeur est l'impossibilité de les éteindre une fois allumés.
- Les propulseurs liquides offrent la possibilité d'extinctions et de rallumages nombreux et une facilité de modulation de poussée. Ils sont plus difficiles à stocker et de construction plus complexe. Ils sont aussi moins chers et plus énergétiques. On les trouve sur les lanceurs et les satellites par exemple.